# マリア・ヴィケンティエヴナ・コノノビッチ
マリア・ヴィケンティエヴナ・コノノビッチ（Maria Vikentyevna Kononovich、1904年5月27日? - ）は、ベラルーシのスーパーセンテナリアン。

## 人物
1904年5月27日、現在のスマーホン郡に7人兄弟の一人として生まれたとされる。集団農場でチームリーダーとして働いていた。2人の息子がおり、一人は1930年ごろ、もう一人は2012年に死去した。夫も1988年に死去した。孫はいなかった。 
その後はヴァロジン郡の村に一人で住んでいた。
「私の医者はすべてすでに亡くなっていますが、私はまだ呼吸しています。神は私を抱いておられます。私自身驚いています...」とコノノビッチは言った。
メアリーの言葉「他人に優しく、みんなを愛す」は、英国の新聞デイリー・メールのページでヒットした。